# Bouillon (Akwitania)
Bouillon – miejscowość i gmina we Francji, w regionie Nowa Akwitania, w departamencie Pireneje Atlantyckie.
Według danych na rok 1990 gminę zamieszkiwało 97 osób, a gęstość zaludnienia wynosiła 30 osób/km² (wśród 2290 gmin Akwitanii Bouillon plasuje się na 1079. miejscu pod względem liczby ludności, natomiast pod względem powierzchni na miejscu 1526.).